# هتل‌های هیلتون
هتل و استراحتگاه‌های هیلتون (به انگلیسی: Hilton Hotels & Resorts) که قبلاً به عنوان هتل‌های هیلتون (به انگلیسی: Hilton Hotels)شناخته می‌شد، یک برند جهانی هتل‌ها و استراحتگاه‌ها با خدمات کامل و برند شاخص شرکت هتل‌داری چندملیتی آمریکایی هیلتون است.
شرکت اصلی توسط کنراد هیلتون تأسیس شد. از ۳۰ دسامبر ۲۰۱۹، ۵۸۴ هتل و استراحتگاه هیلتون با ۲۱۶۳۷۹ اتاق در ۹۴ کشور در شش قاره وجود دارد. این‌ها شامل ۶۱ ملک با ۲۱۹۲۶۴ اتاق، ۲۷۲ ملک با ۱۱۹۶۱۲ اتاق و ۲۵۱ ملک با ۷۷۴۵۱ اتاق است. در سال ۲۰۲۰، مجله فورچون هتل‌ها و استراحتگاه‌های هیلتون را در فهرست فورچون از ۱۰۰ شرکت برتر برای کار در سال ۲۰۲۰ بر اساس یک نظرسنجی از رضایت کارکنان در رتبه اول قرار داد.

## بررسی اجمالی
هتل‌ها و استراحتگاه‌های هیلتون، برند شاخص هیلتون و یکی از بزرگ‌ترین برندهای هتل در جهان است.[۷] این برند هم برای مسافران تجاری و هم مسافران تفریحی با مکان‌هایی در مراکز اصلی شهر، نزدیک فرودگاه‌ها، مراکز همایش و مقاصد تعطیلات محبوب در سراسر جهان هدف قرار می‌گیرد.
هتل‌ها و استراحتگاه‌های هیلتون در برنامه وفاداری مهمانان هیلتون شرکت می‌کند. اعضایی که مستقیماً از طریق کانال‌های متعلق به هیلتون رزرو می‌کنند، تخفیف‌ها و امکانات انحصاری مانند Wi-Fi رایگان، ورود دیجیتالی، ورود بدون کلید، و امکان استفاده از برنامه تلفن همراه برای انتخاب اتاق‌های خاص را دریافت می‌کنند.

## رویدادهای قابل توجه
- کنراد هیلتون هتل‌های زنجیره ای را در سال ۱۹۱۹، زمانی که اولین ملک خود، هتل موبلی را در سیسکو، تگزاس خریداری کرد، تأسیس کرد.
- اولین هتلی که نام هیلتون را به خود اختصاص داد دالاس هیلتون بود، یک ساختمان بلند که در دالاس، تگزاس، در سال ۱۹۲۵ افتتاح شد.
- در سال ۱۹۵۴، در بار ساحلی هتل Caribe Hilton در سن خوان، پورتوریکو، Ramon "Monchito" Marrero گزارش شده‌است که Piña Colada را ایجاد کرد.
- در ژوئن ۱۹۵۵، هیلتون اولین ملک پس از جنگ جهانی دوم را در استانبول، ترکیه افتتاح کرد و طولانی‌ترین هتل هیلتون در خارج از ایالات متحده است.
- هتل کنراد هیلتون در شیکاگو نقش برجسته‌ای در شورش پلیس کنوانسیون دموکراتیک در سال ۱۹۶۸ داشت که در خیابان میشیگان و آن سوی خیابان در پارک گرانت در ۲۸ اوت رخ داد و درهای هتل برای اولین بار در تاریخ خود قفل شد. هتل در نتیجه خشونت متحمل آسیب جزئی شد و چند پنجره در سطح خیابان زیر بار ده‌ها معترض که توسط پلیس به سمت آنها هل داده شدند، جابه‌جا شدند.
- جان لنون و یوکو اونو اولین Bed-In برای صلح را بین ۲۵ و ۳۱ مارس ۱۹۶۹ در هیلتون آمستردام، در اتاق ۹۰۲ (در حین بازسازی به اتاق ۷۰۲ تغییر شماره داد) برگزار کردند. این اتاق به یک مقصد گردشگری محبوب تبدیل شد.
- در بمب‌گذاری هیلتون لندن در سپتامبر ۱۹۷۵، بمبی در لابی هیلتون لندن در پارک لین منفجر شد که دو نفر را کشت و ۶۳ نفر را مجروح کرد. با پایان یافتن ساخت هیلتون بیروت، این هتل قرار بود در ۱۴ آوریل ۱۹۷۵ افتتاح شود، اما جنگ داخلی لبنان دقیقاً یک روز قبل از تاریخ افتتاحیه بزرگ ۱۳ آوریل آغاز شد. این هتل هرگز افتتاح نشد و در طول جنگ به شدت آسیب دید و ساختمان در اواخر دهه ۱۹۹۰ تخریب شد. با این حال، بعداً یک هتل متفاوت با نام "Hilton Beirut Grand Habtoor" در حومه شرقی نزدیک تأسیس شد. بعدها، [چه زمانی؟] زنجیره هیلتون، هتل متروپولیتن را که مستقیماً رو به گراند هابتور بود، خرید و نام آن را به «هیلتون متروپولیتن» تغییر داد.
- در ۱۳ فوریه ۱۹۷۸، هتل هیلتون سیدنی محل یکی از معدود حوادث تروریستی در خاک استرالیا بود که در آن انفجار بمبی به کشته شدن سه نفر (دو کارمند شورا و یک پلیس) منجر شد.
- هیلتون نیکوزیا در نیکوزیا، قبرس، صحنه ترور یوسف سبای، سردبیر روزنامه مصری و دوست انور السادات، رئیس‌جمهور مصر، در ۱۹ فوریه ۱۹۷۸ بود. ترور و ربودن هواپیمای دی سی-۸ قبرس ایرویز در فرودگاه لارناکا منجر به حمله نیروهای مصری به فرودگاه بین‌المللی لارناکا شد. مداخله مصریان منجر به بدتر شدن روابط قبرس و مصر شد.
- در سال ۱۹۸۹، هیلتون برنامه افتخارات هیلتون، برنامه وفاداری مهمان هیلتون را تأسیس کرد.
- پروژه ایستگاه فضایی تجاری به نام جزایر فضایی توسط هیلتون بین‌المللی در سال ۱۹۹۹ پیشنهاد شد تا از مخازن سوخت شاتل فضایی ساخته شود. پس از تکمیل، قرار بود هتل هیلتون اوربیتال نامیده شود. قرار بود تانک‌ها به یکدیگر متصل شوند تا حلقه ای را تشکیل دهند و در نتیجه ایستگاه فضایی مشابه آنچه در فیلم 2001: A Space Odyssey تصویر شده‌است، ایجاد شود. همچنین طرح‌هایی برای هتلی با ۵۰۰۰ اتاق در ماه طراحی شد، اگرچه استیو هیلتون در سال ۲۰۰۹ اشاره کرد که هر دوی این طرح‌ها در این مرحله بیشتر نمادین بودند تا عملی.
- در ۲۴ اکتبر ۱۹۹۹، چهار ستون دوتایی سمت چپ هیلتون مدرن آن زمان باربادوس در Needham's Point، سنت مایکل، تنها در ده تا پانزده ثانیه زمانی که زمین لرزه باربادوس را لرزاند، فرو ریخت و به سمت داخل منفجر شد. بعداً در می ۲۰۰۵ پس از ساختن هیلتون جدید باربادوس در ژانویه ۲۰۰۵ تخریب شد.
- در سال ۲۰۰۴، هتل‌های هیلتون ملک جدید خود را در کوالالامپور در KL Sentral، دقیقاً روبروی ورودی اصلی ترمینال سنترال، به عنوان جایگزینی برای محل قبلی خود در جالان سلطان اسماعیل افتتاح کردند. این هتل اولین هتل بین‌المللی در شهر بود که در سال ۱۹۷۳ افتتاح شد و مدیریت را در سال ۲۰۰۲ تغییر داد (به Crowne Plaza Mutiara تغییر نام داد) قبل از اینکه در سال ۲۰۱۵ برای توسعه (در حال حاضر در حالت تعلیق) با کاربری مختلط تخریب شود.
- در سال ۲۰۰۹، این شرکت دفتر مرکزی خود را از بورلی هیلز، کالیفرنیا، به مک‌لین، ویرجینیا منتقل کرد.
- در سال ۲۰۰۹ هیلتون بلندترین هتل کانادا را با ۵۸ طبقه در آبشار نیاگارا، انتاریو افتتاح کرد.
- در اواخر سال ۲۰۱۰، هیلتون تغییر نام برند هتل‌های هیلتون را به هتل‌ها و استراحتگاه‌های هیلتون همراه با طراحی لوگوی جدید، به عنوان بخشی از تلاش‌های تغییر نام تجاری برای برند برجسته اعلام کرد.
- در مارس ۲۰۱۳، هیلتون اعلام کرد که برای اولین بار با ساخت یک هتل ۳۰۰ اتاقه در یانگون وارد برمه خواهد شد.
- در سال ۲۰۱۵، تقریباً ۲۰ ملک هتل‌های هیلتون و استراحتگاه به سازمان هتل‌های تاریخی آمریکا ملحق شدند. از جمله این هتل‌ها، هیلتون فورت ورث، که میزبان سخنرانی نهایی جان اف کندی بود، و هتل هیلتون هاوایی روستای Waikiki Beach Resort، محل فیلم آبی هاوایی بود.